# 打越鋼太郎
打越钢太郎（1973年11月17日—），笔名槻潮钢，是一位日本的游戏剧本家。他自秋之回忆出道后，一直为KID进行剧本创作，以秋之回忆系列的剧本而出名，后又参加Infinity系列的剧本创作，直至KID倒闭。其创作的巅峰为《Ever17》，在Infinity系列的新作《Remember11》中，他并未担任企划/原案工作。

## 代表作
- 秋之回憶
- 秋之回憶～Pure～
- 秋之回憶2
- 思念的碎片 -Close to-
- Never7 -the end of infinity-
- Ever17 -the out of infinity-
- Remember11 -the age of infinity-
- EVE new generation
- かまいたちの夜 ニワンゴ版
- 12RIVEN -the Ψcliminal of integral-
- 極限脫出 9小時9人9扇門
- 极限脱出ADV 善人死亡
- 極限脫出 刻之困境
- 命運石之門 線形拘束的樹狀圖
- AI：夢境檔案
- AI：夢境檔案 涅槃肇始
- World's end club
- 無法成眠的伊達鍵 - From AI：夢境檔案